# Хронологія Зоряних війн
Стандартний галактичний календар (англ. Galactic Standard Calendar) — стандартна міра часу в вигаданому всесвіті «Зоряних війн».

## Реальний світ
Для зручності шанувальнків із нульового року, яким вважається рік Битви біля Явина, дати обчислюються назад (до Битви біля Явіна, скорочено ДБЯ, англ. BBY) і вперед (після Битви біля Явіна, скорочено ПБЯ, англ. ABY). Часи до та після Битви біля Явіна іноді називають ДЗВ4 (англ. BSW4) і ПЗВ4 (англ. ASW4) відповідно, що означає — до та після подій фільму «Нова надія».

### Хронологія головних фільмів
- «Епізод I. Прихована загроза» — 32 ДБЯ
- «Епізод II. Атака клонів» — 22 ДБЯ
- «Епізод III. Помста ситхів» — 19 ДБЯ
- «Соло. Зоряні Війни. Історія» — 10 ДБЯ
- «Бунтар Один» — 0 ДБЯ
- «Епізод IV. Нова надія» — 0 ДБЯ
- «Епізод V. Імперія завдає удару у відповідь» — 3 ПБЯ
- «Епізод VI. Повернення джедая» — 4 ПБЯ
- «Епізод VII. Пробудження сили» — 34 ПБЯ[1]
- «Епізод VIII. Останні джедаї» — 34 ПБЯ
- «Епізод IX. Скайвокер. Сходження» — 35 ПБЯ

### Хронологія інших екранізацій
- «Зоряні війни. Війни клонів» — 22-19 ДБЯ
- «Droids: The Adventures of R2-D2 and C-3PO» — 15 ДБЯ
- «The Star Wars Holiday Special» — 1 ПБЯ
- «Ewoks» — 1 ПБЯ
- «Caravan of Courage: An Ewok Adventure» — 3 ПБЯ
- «Ewoks: The Battle for Endor» — 3 ПБЯ

### Хронологія відеоігор
- «Star Wars: Knights of the Old Republic» — 3956 ДБЯ
- «Star Wars: Knights of the Old Republic II: The Sith Lords» — 3951 ДБЯ
- «Star Wars: Battle for Naboo» — 32 ДБЯ
- «Star Wars: Episode I: Racer» — 32 ДБЯ
- «Star Wars: Battlefront» — 32 ДБЯ — 4 ПБЯ
- «Star Wars: Battlefront II» — 22 ДБЯ — 4 ПБЯ
- «Star Wars: Rogue Squadron» — 0-3 ПБЯ
- «Star Wars: Rogue Squadron II: Rogue Leader» — 0-4 ПБЯ
- «Star Wars: Rogue Squadron III: Rebel Strike» — 0-4 ПБЯ
- «Jedi Knight: Mysteries of the Sith» — 10 ПБЯ
- «Star Wars: Jedi Knight II: Jedi Outcast» — 13 ПБЯ
- «Star Wars: Jedi Knight: Jedi Academy» — 14 ПБЯ

### Епохи
Час у всесвіті «Зоряних війн» поділено умовно на шість епох, назви яких пов'язані з подіями під час них:
| Стара Республіка   | Піднесення Імперії | Повстання   | Нова Республіка | Новий Орден Джедаїв | Спадщина        |
| ------------------ | ------------------ | ----------- | --------------- | ------------------- | --------------- |
|                    |                    |             |                 |                     |                 |
| 25000-1000 рр. ДБЯ | за 1000 років ДБЯ  | 0-5 рр. ПБЯ | 5-25 рр. ПБЯ    | 25-39 рр. ПБЯ       | після 40 р. ПБЯ |